# Albaniens herrlandslag i fotboll
Albaniens herrlandslag i fotboll (albanska: Kombëtarja shqiptare e futbollit), smeknamn: Kuq e Zinjtë och Shqiponjat, representerar Albanien i internationell herrfotboll.
Qemal Stafa-stadion var en fotbollsarena i Albaniens huvudstad Tirana, döpt efter Qemal Stafa. Arenan var även Albaniens nationalstadion och landets största. Arenan stängdes efter matchen mellan Albanien och Schweiz den 11 oktober 2013 och den revs i juni 2016 för att ge plats åt Arena Kombëtare.
Landet nådde sin hittills högsta Fifa-världsranking i augusti 2015 då man rankades som 22:a i världen. Som sämst har man rankats som 124, i augusti 1997. Sedan 2019 är den italienske fotbollstränaren Edoardo Reja förbundskapten. Lagkapten är Elseid Hysaj. Flest mål har Erjon Bogdani gjort, 18 stycken.
I oktober 2015 kvalificerade sig landet för första gången till ett större mästerskap, då man tog sig till Europamästerskapet i fotboll 2016.

## Historik
Albaniens fotbollsförbund, Federata Shqiptare e Futbollit (FSHF) bildades 6 juni 1930, blev 1932 medlem av Fifa samt var 1954 en av grundarna av Uefa.

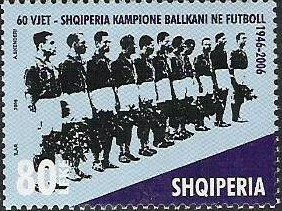
Albanskt frimärke från 2006 föreställande landslaget som vann Balkancupen 1946.

Första landskampen gick av stapeln på hemmaplan i Tirana den 7 oktober 1946. Albanien förlorade mot Jugoslavien med 2–3; en match som utgjorde en del av Balkancupen det året, en turnering som Albanien vann efter två raka segrar mot Bulgarien och Rumänien.
1950 noterade Albanien sitt sämsta resultat efter 0–12 borta mot Ungern. Bästa resultatet kom 2009 då man slog Cypern med 6–1 på Qemal Stafa. Resultatet är delat bäst med en seger över Vietnam i Italien 2003, då man vann med 5–0. 
Panajot Pano utsågs 2003 till främste spelare de senaste femtio åren av det albanska fotbollsförbundet.
Även om Albanien inte tillhör de bättre lagen i Europa har man gjort enstaka bra resultat, som 3–1 mot Ryssland 2003, 2–1 mot Grekland 2004, 0–0 mot Bulgarien 2007 och 0–0 mot Portugal 2008. I kvalet till EM 2016 vann Albanien på bortaplan mot Portugal med 1–0 hösten 2014. I samma kval slog man även Serbien med 3–0 efter att ha tilldömts segern. I juni 2015 lyckades man slå Frankrike för första gången i historien efter en 1–0 seger på Elbasan Arena.

### EM-kval
Första kvalomgången med Albaniens deltagande var 1964 års kval där Albanien åkte ut i andra kvalomgången efter 0–4 borta mot Danmark. I kvalet till EM 1968 spelade man oavgjort mot Tyskland hemma men förlorade de tre resterande matcherna. 1972 års kval kom den största segern efter 3-0 hemma mot Turkiet. Man tog även en poäng hemma mot Polen. Laget kom ändå sist i gruppen. Albanien spelade inte 1976 och 1980 års kval. 1984 kom man sist men fick till två oavgjorda efter 0–0 hemma mot Nordirland och 1-1 mot Turkiet hemma. 1988 slutade med sex raka förluster. 1992 blev det en vinst efter 1–0 hemma mot Island men man kom sist igen. Albanien förlorade bland annat med 0-9 mot Spanien och 0-5 mot Frankrike, båda på bortaplan.

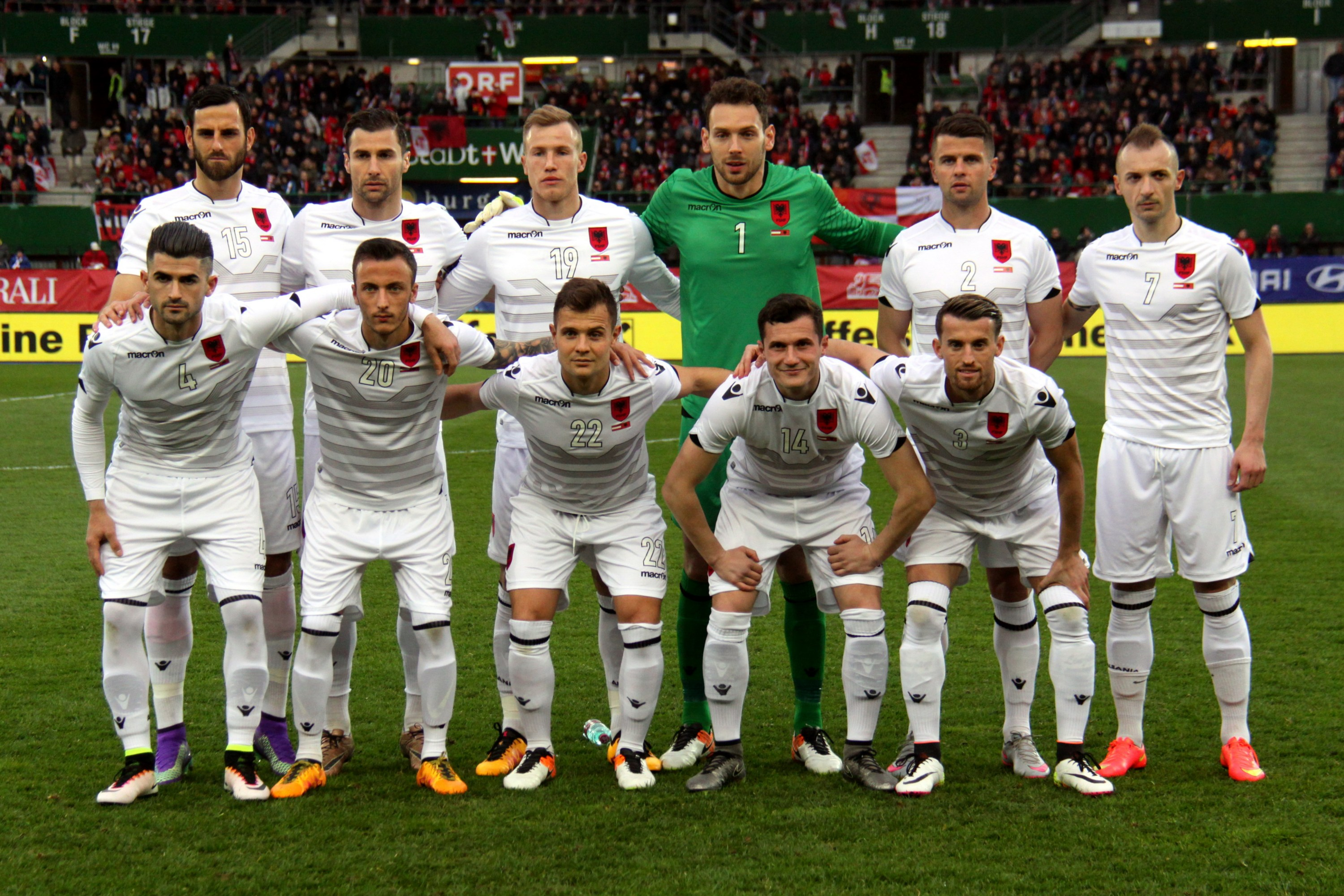
Albaniens herrlandslag i fotboll (2016)

Det var inte förrän 1996 års kval som Albanien lyckades undvika att komma sist i sin kvalgrupp. Man fick 3-0 hemma och 3-2 borta mot Moldavien. Man fick 1-1 hemma mot Wales som sensationellt blev sist och 1-1 hemma mot Bulgarien. 2000 års kval blev man återigen näst sist efter en vinst, 2-1 hemma mot Georgien. Det blev också bra resultat mot de bra lagen. 2-2 blev det borta mot Norge och man pressade dem hemma till en uddamålsförlust. 2004 blev det enda gången i ett kval man blev obesegrad på hemmaplan. Det blev 2 oavgjorda och 2 vinster hemma. 3-1 som skräll mot Ryssland hemma, 3-1 mot Georgien och 0-0 hemma mot Irland och 1-1 hemma mot Schweiz. På bortaplan tog Albanien 0 poäng men lyckades göra 4 mål. Mot Irland borta förlorade man dock med 1-2 då man gjort självmål på övertid.
I 2008 års kval gjorde Albanien ett bra resultat och slutade även här som förra VM-kvalet före två motståndare, denna gång före Slovenien och Luxemburg. Slovenien kom man före via målskillnad. Albanien gjorde flera bra resultat, bland annat två vinster mot Luxemburg, två oavgjorda mot Slovenien och Bulgarien(!) samt två uddamålsförluster mot gruppens främsta konkurrent Nederländerna.
2012 års kval blev ingen framgång för Albanien. Albanien slutade femma med enbart nio poäng samt bara Luxemburg bakom sig. De bästa matcherna var tre 1-1-matcher, två mot Rumänien och den tredje mot Bosnien & Hercegovina hemma. Vinsterna kom mot Luxemburg och Vitryssland hemma, båda matcherna slutade 1-0.

#### Kvalspelet till EM 2016
Kvalet till EM 2016 började bra för Albanien. Man vann sin första match på bortaplan mot Portugal med 1–0. Därefter besegrade man Serbien (tilldömt 3–0) och Armenien med 2–1. Man spelade även två oavgjorda matcher mot Danmark. De två förlusterna i kvalet kom hemma mot Portugal 7 september 2015, en match man förlorade med 1–0 samt hemma mot Serbien 8 oktober, en förlust med 0–2. I sin sista, avgörande, kvalmatch slog Albanien Armenien på bortaplan med 3–0 vilket ledde till att man slutade tvåa i gruppen och därmed för första gången i historien kvalificerat sig till ett större mästerskap.
Albanien hamnade i EM 2016 i en grupp med värdnationen Frankrike, Schweiz och Rumänien. Albanien förlorade både Schweiz och Frankrike, men lyckades vinna över Rumänien vilket är landets första EM-vinst. Albanien slutade trea i gruppen och nådde inget slutspel. 

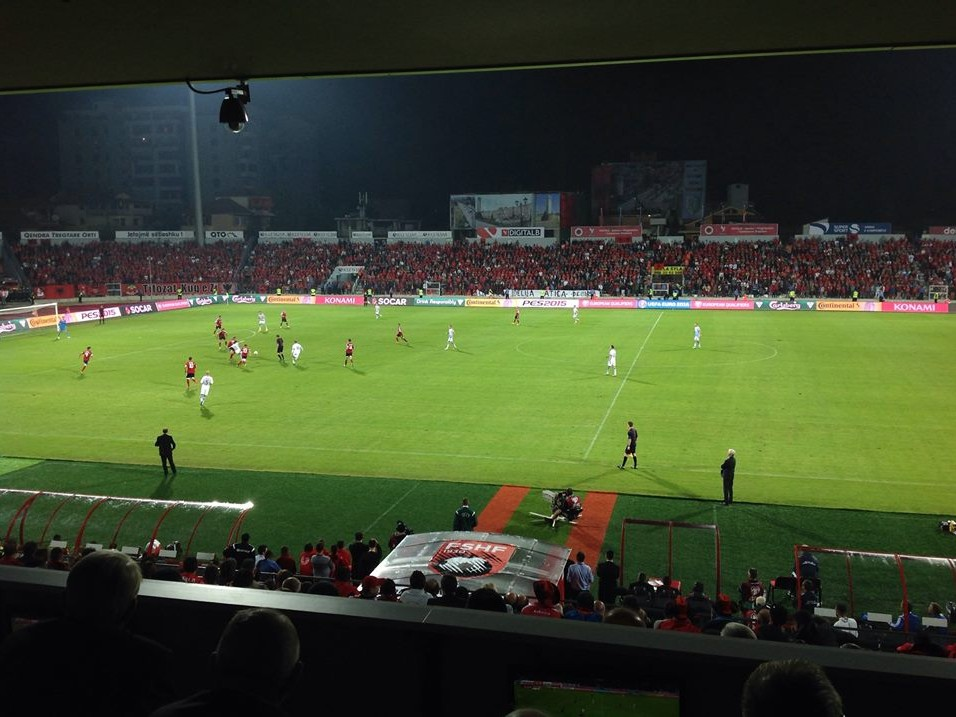
Albanien tar emot Danmark på nyrenoverade Elbasan Arena, 11 oktober 2014. Matchen slutade 1–1 efter mål av Ermir Lenjani och Lasse Vibe.

| Nr | Lag      | S | V | O | F | GM | IM | MS | P  |
| -- | -------- | - | - | - | - | -- | -- | -- | -- |
| 1  | Portugal | 8 | 7 | 0 | 1 | 11 | 5  | +6 | 21 |
| 2  | Albanien | 8 | 4 | 2 | 2 | 10 | 5  | +5 | 14 |
| 3  | Danmark  | 8 | 3 | 3 | 2 | 8  | 5  | +3 | 12 |
| 4  | Serbien  | 8 | 2 | 1 | 5 | 8  | 13 | −5 | 4  |
| 5  | Armenien | 8 | 0 | 2 | 6 | 5  | 14 | −9 | 2  |

| Hemma \ Borta | Albanien | Armenien | Danmark | Portugal | Serbien |
| Albanien      | —        | 2–1      | 1–1     | 0–1      | 0–2     |
| Armenien      | 0–3      | —        | 0–0     | 2–3      | 1–1     |
| Danmark       | 0–0      | 2–1      | —       | 0–1      | 2–0     |
| Portugal      | 0–1      | 1–0      | 1–0     | —        | 2–1     |
| Serbien       | 0–3      | 2–0      | 1–3     | 1–2      | —       |

### Efter EM 2016
Albaniens prestation efter EM:et 2016 blev svagare. I EM kvalet 2020 hamnade Albanien fyra av totalt sex lag. Albanien lyckades slå Moldavien i båda möten samt Island hemma och Andorra borta. Albanien spelade oavgjort 2-2 mot slagpåsen Andorra på hemmaplan. 

### VM-kval
- Kvalet 1966 tog man en poäng mot Nordirland men slutade sist i gruppen.
- Kvalet 1974 tog man en vinst mot Finland men Albanien slutade sist i gruppen.
- Kvalet 1982 tog man en vinst mot Finland, men kom inte vidare till slutspel.
- Kvalet 1986 tog man en vinst mot Belgien samt 2 poäng mot Grekland och Polen, och kom trea i gruppen.[3]
- Kvalet 1990 slutade med 6 raka förluster.
- Kvalet 1994 tog man 2 poäng av Lettland, vilket ledde till att Litauen kom på 4:e platsen.

Kvalet till VM 1998 hamnade man med Tyskland, Portugal, Ukraina, Armenien och Nordirland och då slutade Albanien återigen sist, men visade att man kunde kriga mot "stormakterna" Tyskland, Portugal och Ukraina. Mot Tyskland blev det till exempel 2-3 hemma och en mindre lyckad 3-4-förlust borta i Hannover, men de fick en 1-0-vinst hemma mot Nordirland samt 1-1 hemma mot Armenien och fick 4 poäng.
- 2002 hamnade man sist i gruppen, en vinst hemma mot Grekland var den enda matchen som inte slutade med förlust. Mot Tyskland borta lyckades man i alla fall spela bra. Efter en mållös halvlek gjorde Tyskland 1-0 nästan direkt efter paus, men Albanien kvitterade 15 minuter senare. Några minuter innan full tid avgjorde dock tyskarna.
- 2006 års kval gjorde Albanien ett bra kval. Man lyckades besegra samma konkurrent dubbla gånger i ett kval. Dubbla vinster mot Kazakstan samt två hemmavinster mot Grekland respektive Georgien bidrog till denna framgång.
- 2010 års kval slutade Albanien näst sist, och den enda segern togs hemma mot Malta (3-0). Däremot lyckades man spela oavgjort fyra gånger, där toppen var 0-0-matchen mot Portugal borta.
- 2014 års kval slutade man 5:a av 6 lag i gruppen på 11 poäng. Gruppen var länge jämn, och Albanien slog bland annat Norge på bortaplan.
- I kvalet till världsmästerskapet i fotboll 2018 lottades landet till grupp G där man ställs mot Spanien, Italien, Israel, Makedonien och Liechtenstein. Albanien slutade trea i sin grupp bakom Spanien och Italien.[4]

### Övriga turneringar
Man vann Balkancupen 1946. Medverkande landslag var bland annat Rumänien, Bulgarien och Jugoslavien. Förutom att det första internationella landslagsmötet för det albanska landslaget utspelades då var det även den första officiella guldtiteln man nådde. 
2000 vann det albanska landslaget en turnering på Malta efter tre raka segrar mot deltagarna Malta, Andorra och Azerbajdzjan.

## Tävlingsrekord

### Världsmästerskap i fotboll
| VM-rekord | VM-rekord                | VM-rekord                | VM-rekord                | VM-rekord                | VM-rekord                | VM-rekord                | VM-rekord                | VM-rekord                | VM-kval                  | VM-kval                  | VM-kval                  | VM-kval                  | VM-kval                  | VM-kval                  | VM-kval                  |                          |
| År        | Runda                    | Position                 | S                        | V                        | O *                      | F                        | GM                       | IM                       | Position                 | S                        | V                        | O *                      | F                        | GM                       | IM                       |                          |
| --------- | ------------------------ | ------------------------ | ------------------------ | ------------------------ | ------------------------ | ------------------------ | ------------------------ | ------------------------ | ------------------------ | ------------------------ | ------------------------ | ------------------------ | ------------------------ | ------------------------ | ------------------------ | ------------------------ |
| 1930      | Deltog ej                | Deltog ej                | Deltog ej                | Deltog ej                | Deltog ej                | Deltog ej                | Deltog ej                | Deltog ej                | Deltog ej                | Deltog ej                | Deltog ej                | Deltog ej                | Deltog ej                | Deltog ej                | Deltog ej                |                          |
| 1934      | Deltog ej                | Deltog ej                | Deltog ej                | Deltog ej                | Deltog ej                | Deltog ej                | Deltog ej                | Deltog ej                | Deltog ej                | Deltog ej                | Deltog ej                | Deltog ej                | Deltog ej                | Deltog ej                | Deltog ej                |                          |
| 1938      | Deltog ej                | Deltog ej                | Deltog ej                | Deltog ej                | Deltog ej                | Deltog ej                | Deltog ej                | Deltog ej                | Deltog ej                | Deltog ej                | Deltog ej                | Deltog ej                | Deltog ej                | Deltog ej                | Deltog ej                |                          |
| 1950      | Deltog ej                | Deltog ej                | Deltog ej                | Deltog ej                | Deltog ej                | Deltog ej                | Deltog ej                | Deltog ej                | Deltog ej                | Deltog ej                | Deltog ej                | Deltog ej                | Deltog ej                | Deltog ej                | Deltog ej                |                          |
| 1954      | Deltog ej                | Deltog ej                | Deltog ej                | Deltog ej                | Deltog ej                | Deltog ej                | Deltog ej                | Deltog ej                | Deltog ej                | Deltog ej                | Deltog ej                | Deltog ej                | Deltog ej                | Deltog ej                | Deltog ej                |                          |
| 1958      | Deltog ej                | Deltog ej                | Deltog ej                | Deltog ej                | Deltog ej                | Deltog ej                | Deltog ej                | Deltog ej                | Deltog ej                | Deltog ej                | Deltog ej                | Deltog ej                | Deltog ej                | Deltog ej                | Deltog ej                |                          |
| 1962      | Deltog ej                | Deltog ej                | Deltog ej                | Deltog ej                | Deltog ej                | Deltog ej                | Deltog ej                | Deltog ej                | Deltog ej                | Deltog ej                | Deltog ej                | Deltog ej                | Deltog ej                | Deltog ej                | Deltog ej                |                          |
| 1966      | Ej kvalificerat          | Ej kvalificerat          | Ej kvalificerat          | Ej kvalificerat          | Ej kvalificerat          | Ej kvalificerat          | Ej kvalificerat          | Ej kvalificerat          | 4/4                      | 6                        | 0                        | 1                        | 5                        | 2                        | 12                       |                          |
| 1970      | Deltagande ej accepterat | Deltagande ej accepterat | Deltagande ej accepterat | Deltagande ej accepterat | Deltagande ej accepterat | Deltagande ej accepterat | Deltagande ej accepterat | Deltagande ej accepterat | Deltagande ej accepterat | Deltagande ej accepterat | Deltagande ej accepterat | Deltagande ej accepterat | Deltagande ej accepterat | Deltagande ej accepterat | Deltagande ej accepterat | Deltagande ej accepterat |
| 1974      | Ej kvalificerat          | Ej kvalificerat          | Ej kvalificerat          | Ej kvalificerat          | Ej kvalificerat          | Ej kvalificerat          | Ej kvalificerat          | Ej kvalificerat          | 4/4                      | 6                        | 1                        | 0                        | 5                        | 3                        | 13                       |                          |
| 1978      | Deltog ej                | Deltog ej                | Deltog ej                | Deltog ej                | Deltog ej                | Deltog ej                | Deltog ej                | Deltog ej                | Deltog ej                | Deltog ej                | Deltog ej                | Deltog ej                | Deltog ej                | Deltog ej                | Deltog ej                | Deltog ej                |
| 1982      | Ej kvalificerat          | Ej kvalificerat          | Ej kvalificerat          | Ej kvalificerat          | Ej kvalificerat          | Ej kvalificerat          | Ej kvalificerat          | Ej kvalificerat          | 4/5                      | 8                        | 1                        | 0                        | 7                        | 4                        | 22                       |                          |
| 1986      | Ej kvalificerat          | Ej kvalificerat          | Ej kvalificerat          | Ej kvalificerat          | Ej kvalificerat          | Ej kvalificerat          | Ej kvalificerat          | Ej kvalificerat          | 3/4                      | 6                        | 1                        | 2                        | 3                        | 6                        | 9                        |                          |
| 1990      | Ej kvalificerat          | Ej kvalificerat          | Ej kvalificerat          | Ej kvalificerat          | Ej kvalificerat          | Ej kvalificerat          | Ej kvalificerat          | Ej kvalificerat          | 4/4                      | 6                        | 0                        | 0                        | 6                        | 3                        | 15                       |                          |
| 1994      | Ej kvalificerat          | Ej kvalificerat          | Ej kvalificerat          | Ej kvalificerat          | Ej kvalificerat          | Ej kvalificerat          | Ej kvalificerat          | Ej kvalificerat          | 7/7                      | 12                       | 1                        | 2                        | 9                        | 6                        | 26                       |                          |
| 1998      | Ej kvalificerat          | Ej kvalificerat          | Ej kvalificerat          | Ej kvalificerat          | Ej kvalificerat          | Ej kvalificerat          | Ej kvalificerat          | Ej kvalificerat          | 6/6                      | 10                       | 1                        | 1                        | 8                        | 7                        | 20                       |                          |
| 2002      | Ej kvalificerat          | Ej kvalificerat          | Ej kvalificerat          | Ej kvalificerat          | Ej kvalificerat          | Ej kvalificerat          | Ej kvalificerat          | Ej kvalificerat          | 5/5                      | 8                        | 1                        | 0                        | 7                        | 5                        | 14                       |                          |
| 2006      | Ej kvalificerat          | Ej kvalificerat          | Ej kvalificerat          | Ej kvalificerat          | Ej kvalificerat          | Ej kvalificerat          | Ej kvalificerat          | Ej kvalificerat          | 5/7                      | 12                       | 4                        | 1                        | 7                        | 11                       | 20                       |                          |
| 2010      | Ej kvalificerat          | Ej kvalificerat          | Ej kvalificerat          | Ej kvalificerat          | Ej kvalificerat          | Ej kvalificerat          | Ej kvalificerat          | Ej kvalificerat          | 5/6                      | 10                       | 1                        | 4                        | 5                        | 6                        | 13                       |                          |
| 2014      | Ej kvalificerat          | Ej kvalificerat          | Ej kvalificerat          | Ej kvalificerat          | Ej kvalificerat          | Ej kvalificerat          | Ej kvalificerat          | Ej kvalificerat          | 5/6                      | 10                       | 3                        | 2                        | 5                        | 9                        | 11                       |                          |
| 2018      | Ej kvalificerat          | Ej kvalificerat          | Ej kvalificerat          | Ej kvalificerat          | Ej kvalificerat          | Ej kvalificerat          | Ej kvalificerat          | Ej kvalificerat          | 3/6                      | 10                       | 4                        | 1                        | 5                        | 10                       | 13                       |                          |
| 2022      | Ej kvalificerat          | Ej kvalificerat          | Ej kvalificerat          | Ej kvalificerat          | Ej kvalificerat          | Ej kvalificerat          | Ej kvalificerat          | Ej kvalificerat          | 3/6                      | 10                       | 6                        | 0                        | 4                        | 12                       | 12                       |                          |
| Totalt    | Bäst: –                  | 0/22                     | 0                        | 0                        | 0                        | 0                        | 0                        | 0                        | Totalt                   | 114                      | 23                       | 14                       | 77                       | 84                       | 200                      |                          |

* Oavgjorda matcher inkluderar utslagsmatcher som avgjorts genom straffläggning.

### Europamästerskap i fotboll
| EM-rekord | EM-rekord       | EM-rekord       | EM-rekord       | EM-rekord       | EM-rekord       | EM-rekord       | EM-rekord       | EM-rekord       | EM-kval       | EM-kval   | EM-kval   | EM-kval   | EM-kval   | EM-kval   | EM-kval   |           |
| År        | Runda           | Position        | S               | V               | O *             | F               | GM              | IM              | Position      | S         | V         | O *       | F         | GM        | IM        |           |
| --------- | --------------- | --------------- | --------------- | --------------- | --------------- | --------------- | --------------- | --------------- | ------------- | --------- | --------- | --------- | --------- | --------- | --------- | --------- |
| 1960      | Deltog ej       | Deltog ej       | Deltog ej       | Deltog ej       | Deltog ej       | Deltog ej       | Deltog ej       | Deltog ej       | Deltog ej     | Deltog ej | Deltog ej | Deltog ej | Deltog ej | Deltog ej | Deltog ej | Deltog ej |
| 1964      | Ej kvalificerat | Ej kvalificerat | Ej kvalificerat | Ej kvalificerat | Ej kvalificerat | Ej kvalificerat | Ej kvalificerat | Ej kvalificerat | Första rundan | 2         | 1         | 0         | 1         | 1         | 4         |           |
| 1968      | Ej kvalificerat | Ej kvalificerat | Ej kvalificerat | Ej kvalificerat | Ej kvalificerat | Ej kvalificerat | Ej kvalificerat | Ej kvalificerat | 3/3           | 4         | 0         | 1         | 3         | 0         | 12        |           |
| 1972      | Ej kvalificerat | Ej kvalificerat | Ej kvalificerat | Ej kvalificerat | Ej kvalificerat | Ej kvalificerat | Ej kvalificerat | Ej kvalificerat | 4/4           | 6         | 1         | 1         | 4         | 5         | 9         |           |
| 1976      | Deltog ej       | Deltog ej       | Deltog ej       | Deltog ej       | Deltog ej       | Deltog ej       | Deltog ej       | Deltog ej       | Deltog ej     | Deltog ej | Deltog ej | Deltog ej | Deltog ej | Deltog ej | Deltog ej | Deltog ej |
| 1980      | Deltog ej       | Deltog ej       | Deltog ej       | Deltog ej       | Deltog ej       | Deltog ej       | Deltog ej       | Deltog ej       | Deltog ej     | Deltog ej | Deltog ej | Deltog ej | Deltog ej | Deltog ej | Deltog ej | Deltog ej |
| 1984      | Ej kvalificerat | Ej kvalificerat | Ej kvalificerat | Ej kvalificerat | Ej kvalificerat | Ej kvalificerat | Ej kvalificerat | Ej kvalificerat | 5/5           | 8         | 0         | 2         | 6         | 4         | 14        |           |
| 1988      | Ej kvalificerat | Ej kvalificerat | Ej kvalificerat | Ej kvalificerat | Ej kvalificerat | Ej kvalificerat | Ej kvalificerat | Ej kvalificerat | 4/4           | 6         | 0         | 0         | 6         | 2         | 17        |           |
| 1992      | Ej kvalificerat | Ej kvalificerat | Ej kvalificerat | Ej kvalificerat | Ej kvalificerat | Ej kvalificerat | Ej kvalificerat | Ej kvalificerat | 5/5           | 7         | 1         | 0         | 6         | 2         | 21        |           |
| 1996      | Ej kvalificerat | Ej kvalificerat | Ej kvalificerat | Ej kvalificerat | Ej kvalificerat | Ej kvalificerat | Ej kvalificerat | Ej kvalificerat | 5/6           | 10        | 2         | 2         | 6         | 10        | 16        |           |
| 2000      | Ej kvalificerat | Ej kvalificerat | Ej kvalificerat | Ej kvalificerat | Ej kvalificerat | Ej kvalificerat | Ej kvalificerat | Ej kvalificerat | 5/6           | 10        | 1         | 4         | 5         | 8         | 14        |           |
| 2004      | Ej kvalificerat | Ej kvalificerat | Ej kvalificerat | Ej kvalificerat | Ej kvalificerat | Ej kvalificerat | Ej kvalificerat | Ej kvalificerat | 4/5           | 8         | 2         | 2         | 4         | 11        | 15        |           |
| 2008      | Ej kvalificerat | Ej kvalificerat | Ej kvalificerat | Ej kvalificerat | Ej kvalificerat | Ej kvalificerat | Ej kvalificerat | Ej kvalificerat | 5/7           | 12        | 2         | 5         | 5         | 12        | 18        |           |
| 2012      | Ej kvalificerat | Ej kvalificerat | Ej kvalificerat | Ej kvalificerat | Ej kvalificerat | Ej kvalificerat | Ej kvalificerat | Ej kvalificerat | 5/6           | 10        | 2         | 3         | 5         | 7         | 14        |           |
| 2016      | Gruppspel       | 3/4             | 3               | 1               | 0               | 2               | 1               | 3               | 2/5           | 8         | 4         | 2         | 2         | 10        | 5         |           |
| 2020      | Ej kvalificerat | Ej kvalificerat | Ej kvalificerat | Ej kvalificerat | Ej kvalificerat | Ej kvalificerat | Ej kvalificerat | Ej kvalificerat | 4/6           | 10        | 4         | 1         | 5         | 16        | 14        |           |
| 2024      | Gruppspel       | 4/4             | 3               | 0               | 1               | 2               | 3               | 5               | 1/5           | 8         | 4         | 3         | 1         | 12        | 4         |           |
| Totalt    | Bäst: Gruppspel | 2/17            | 6               | 1               | 1               | 4               | 4               | 8               | Totalt        | 109       | 28        | 27        | 61        | 100       | 177       |           |

* Oavgjorda matcher inkluderar utslagsmatcher som avgjorts genom straffläggning.

## Senaste och kommande matcher

### 2017
| VM-kval 24 mars 2017 | Italien                          | 2–0                           | Albanien | Palermo, Italien                                                 |  |  |
| 20:45                | De Rossi 12′ (str.) Immobile 71′ | Rapport (FIFA) Rapport (UEFA) |          | Arena: Stadio Renzo Barbera Publik: 33 136 Domare: Slavko Vinčić |  |  |
|                      |                                  |                               |          |                                                                  |  |  |

| Träningsmatch 28 mars 2017 | Albanien  | 1–2     | Bosnien och Hercegovina   | Elbasan, Albanien                                             |  |  |
| 18:00                      | Balaj 68′ | Rapport | Džeko 7′ (str.) Lulić 42′ | Arena: Elbasan Arena Publik: 4 550 Domare: Dimitar Meckaroski |  |  |
|                            |           |         |                           |                                                               |  |  |

| Träningsmatch 4 juni 2017 | Luxemburg                    | 2-1     | Albanien  | Luxemburg, Luxemburg                           |  |  |
| 19:00                     | Turpel 63′ Malget 75′ (str.) | Rapport | Roshi 53′ | Arena: Stade Josy Barthel Domare: Tim Marshall |  |  |
|                           |                              |         |           |                                                |  |  |

| VM-kval 11 juni 2017 | Israel | 0-3                           | Albanien                           | Haifa, Israel                                                                    |  |  |
| 20:45                |        | Rapport (FIFA) Rapport (UEFA) | Sadiku 22′ Sadiku 44′ Memushaj 71′ | Arena: Sammy Ofer Stadium Publik: 15,150 Domare: Aleksei Kulbakov, (Vitryssland) |  |  |
|                      |        |                               |                                    |                                                                                  |  |  |

| VM-kval 2 september 2017 | Albanien            | 2-0                           | Liechtenstein | Elbasan, Albanien                                       |  |  |
| 18:00                    | Roshi 54′ Agoli 78′ | Rapport (FIFA) Rapport (UEFA) |               | Arena: Elbasan Arena Domare: Sergey Lapochkin, Ryssland |  |  |
|                          |                     |                               |               |                                                         |  |  |

| VM-kval 5 september 2017 | Makedonien     | 1-1                           | Albanien  | Strumnica, Makedonien  |  |  |
| 20:45                    | Trajkovski 78′ | Rapport (FIFA) Rapport (UEFA) | Roshi 53′ | Arena: Mladost Stadion |  |  |
|                          |                |                               |           |                        |  |  |

| VM-kval 6 oktober 2017 | Spanien                         | 3-0                           | Albanien | Alicante, Spanien                                               |  |  |
| 20:45                  | Rodriga 16′ Isco 24′ Thiago 27′ | Rapport (FIFA) Rapport (UEFA) |          | Arena: Estadio José Rico Pérez Domare: Aleksei Eskov (Ryssland) |  |  |
|                        |                                 |                               |          |                                                                 |  |  |

| VM-kval 9 oktober 2017 | Albanien | 0-1                           | Italien      | Shkodra, Albanien                                            |  |  |
| 20:45                  |          | Rapport (FIFA) Rapport (UEFA) | Candreva 73′ | Arena: Loro Boriçi-stadion Publik: Svein Oddvar Moen (Norge) |  |  |
|                        |          |                               |              |                                                              |  |  |

| Träningsmatch 13 november 2017 | Turkiet              | 2-3                           | Albanien                   | Antalya, Turkiet                   |  |  |
|                                | Ünder 47′ Akbaba 60′ | Rapport (FIFA) Rapport (UEFA) | Sadiku 24′, 39′ Grezda 55′ | Domare: Georgi kabakov (Bulgarien) |  |  |
|                                |                      |                               |                            |                                    |  |  |

### 2018
| Träningsmatch 26 Mars | Albanien | 0–1    | Norge      | Elbasan, Albanien                                  |  |  |
|                       |          | Report | Rosted 71′ | Arena: Elbasan Arena Domare: Fyodor Zammit (Malta) |  |  |
|                       |          |        |            |                                                    |  |  |

| Träningsmatch 29 Maj | Kosovo                             | 3–0                                          | Albanien | Zürich, Schweiz          |  |  |
|                      | Zeneli 20′ Zeneli 51′ Zhegrova 67′ | https://eu-football.info/_match.php?id=15645 |          | Arena: Letzigrundstadion |  |  |
|                      |                                    |                                              |          |                          |  |  |

| Träningsmatch 3 Juni | Ukraina                                                                     | 4–1                                          | Albanien | Winterthur, Schweiz          |  |  |
|                      | Konoplyanka 31′ Andriy Yarmolenko 36′ Andriy Yarmolenko 45′ Konoplyanka 90′ | https://eu-football.info/_match.php?id=15645 | Ndoj 88′ | Arena: Schützenwiese stadion |  |  |
|                      |                                                                             |                                              |          |                              |  |  |

| 2018–19 UEFA Nations League 7 September | Albanien  | 1-0 | Israel | Elbasan, Albanien    |  |  |
| 20:45 (UTC+1)                           | Xhaka 55′ |     |        | Arena: Elbasan Arena |  |  |
|                                         |           |     |        |                      |  |  |

| 2018–19 UEFA Nations League 10 September | Skottland                         | 2–0 | Albanien | Glasgow, Skottland  |  |  |
| 20:45 (UTC+1)                            | Gjimshiti 47′ (sjm.) Naismith 68′ |     |          | Arena: Hampden Park |  |  |
|                                          |                                   |     |          |                     |  |  |

| Vänskapsmatch 10 Oktober | Albanien | 0–0 | Jordanien | Elbasan, Albanien    |  |  |
| 20:45 (UTC+1)            |          |     |           | Arena: Elbasan-arena |  |  |
|                          |          |     |           |                      |  |  |

| 2018–19 UEFA Nations League 14 Oktober | Israel           | 2–0 | Albanien | Be'er Sheva, Israel   |  |  |
| 20:45 (UTC+1)                          | Hemed 8′Saba 83′ |     |          | Arena: Turner stadion |  |  |
|                                        |                  |     |          |                       |  |  |

| 2018–19 UEFA Nations League 17 November | Albanien | 0–4 | Skottland                                         | Shkodra, Albanien          |  |  |
| 20:45 (UTC+1)                           |          |     | Fraser 14′ Fletcher 45+2′ (str.) Forrest 55′, 67′ | Arena: Loro Boriçi-stadion |  |  |
|                                         |          |     |                                                   |                            |  |  |

| Vänskapsmatch 20 November | Albanien         | 1–0 | Wales | Elbasan, Albanien    |  |  |
| 20:45 (UTC+1)             | Balaj 58′ (str.) |     |       | Arena: Elbasan Arena |  |  |
|                           |                  |     |       |                      |  |  |

## Trupp

### Nuvarande trupp
Följande spelare är uttagna till nations league matchen mot Skottland den 17 november och vänskapsmatchen mot Wales den 20 november 2018.
Landskamper och mål per den 20 november 2018 efter matchen mot Wales.
| Nr | Pos. | Namn             | Födelsedatum (ålder) | Matcher | Mål |              | Klubb               |
| -- | ---- | ---------------- | -------------------- | ------- | --- | ------------ | ------------------- |
| 1  | MV   | Etrit Berisha    | 10 mars 1989         | 53      | 0   | Italien      | Atalanta            |
| 12 | MV   | Thomas Strakosha | 19 mars 1995         | 8       | 0   | Italien      | Lazio               |
| –  | MV   | Elhan Kastrati   | 2 februari 1997      | 0       | 0   | Italien      | Pescara             |
|    |      |                  |                      |         |     |              |                     |
| 15 | F    | Mergim Mavraj    | 9 juni 1986          | 48      | 3   | Tyskland     | Ingolstadt 04       |
| 4  | F    | Elseid Hysaj     | 20 februari 1994     | 44      | 0   | Italien      | Napoli              |
| –  | F    | Ermir Lenjani    | 19 februari 1993     | 28      | 3   | Schweiz      | Sion                |
| 15 | F    | Berat Djimsiti   | 19 februari 1993     | 21      | 1   | Italien      | Atalanta            |
| –  | F    | Freddie Veseli   | 20 november 1992     | 18      | 0   | Italien      | Empoli              |
| –  | F    | Egzon Binaku     | 27 augusti 1995      | 5       | 0   | Sverige      | Malmö FF            |
| –  | F    | Enea Mihaj       | 5 juli 1998          | 2       | 0   | Grekland     | Panetolikos         |
| –  | F    | Ivan Balliu      | 1 januari 1992       | 1       | 0   | Frankrike    | Metz                |
| –  | F    | Kastriot Dermaku | 15 januari 1992      | 2       | 0   | Italien      | Cosenza             |
| –  | F    | Ardian Ismajli   | 30 september 1996    | 2       | 0   | Kroatien     | Hajduk Split        |
|    |      |                  |                      |         |     |              |                     |
|    | MF   | Andi Lila        | 12 februari 1986     | 70      | 0   | Grekland     | PAS Giannina        |
| –  | MF   | Ledian Memushaj  | 7 december 1986      | 34      | 1   | Italien      | Pescara             |
| –  | MF   | Migjen Basha     | 5 januari 1987       | 32      | 3   | Grekland     | Aris FC             |
|    | MF   | Taulant Xhaka    | 28 mars 1991         | 27      | 1   | Schweiz      | Basel               |
|    | MF   | Ergys Kaçe       | 8 juli 1993          | 22      | 2   | Grekland     | Panathinaikos       |
| 13 | MF   | Sabien Lilaj     | 10 februari 1989     | 19      | 0   | Azerbajdzjan | Gabala FK           |
|    | MF   | Eros Grezda      | 15 april 1995        | 11      | 1   | Skottland    | Rangers             |
| –  | MF   | Emanuele Ndoj    | 20 november 1996     | 4       | 1   | Italien      | Brescia             |
| –  | MF   | Enis Gavazaj     | 21 mars 1995         | 3       | 0   | Ryssland     | Yenisey Krasnoyarsk |
|    | MF   | Myrto Uzuni      | 31 maj 1995          | 4       | 0   | Kroatien     | Lokomotiva          |
|    |      |                  |                      |         |     |              |                     |
| 19 | A    | Bekim Balaj      | 11 januari 1991      | 30      | 5   | Ryssland     | Akhmat Groznyj      |
| 25 | A    | Rey Manaj        | 24 februari 1997     | 8       | 1   | Spanien      | Albacete            |
| –  | A    | Giacomo Vrioni   | 15 oktober 1998      | 1       | 0   | Italien      | Venezia             |
| –  | A    | Albion Ademi     | 19 februari 1999     | 0       | 0   | Finland      | FC Inter Åbo        |

### Nyligen inkallade
Följande spelare har varit uttagna i det albanska landslaget de senaste 12 månaderna.
| Pos. | Namn           | Födelsedatum (ålder) | Matcher | Mål | Klubb                                 | Senaste inkallelsen            |
| ---- | -------------- | -------------------- | ------- | --- | ------------------------------------- | ------------------------------ |
| MV   | Alban Hoxha    | 23 november 1987     | 3       | 0   | KF Partizani                          | v. Skottland, 17 november 2018 |
|      |                |                      |         |     |                                       |                                |
| F    | Herdi Prenga   | 31 augusti 1994      | 3       | 0   | Inter Zaprešić                        | v. Jordanien, 10 oktober 2018  |
| F    | Ansi Agolli    | 11 november 1982     | 73      | 3   | Qarabağ FK                            | v. Israel, 7 september 2018    |
| F    | Bujar Lika     | 11 augusti 1992      | 2       | 0   | Grasshopper Club Zürich               | v. Israel, 7 september 2018    |
| F    | Besir Demiri   | 1 augusti 1994       | 0       | 0   | Mariupol                              | v. Israel, 7 september 2018    |
|      |                |                      |         |     |                                       |                                |
| MF   | Ylber Ramadani | 12 april 1996        | 4       | 0   | Vejle                                 | v. Skottland, 17 november 2018 |
| MF   | Egli Kaja      | 5 juli 1998          | 0       | 0   | Livingston FC (lån från AFC Wimbledon | v. Jordanien, 10 oktober 2018  |
| MF   | Jahmir Hyka    | 8 mars 1988          | 47      | 2   | San Jose Earthquakes                  | v. Israel, 7 september 2018    |
|      |                |                      |         |     |                                       |                                |
| F    | Sindrit Guri   | 23 oktober 1993      | 2       | 0   | Oostende                              | v. Israel, 7 september 2018    |

- AVS = Ej med i truppen på grund av en internationell avstängning.
- PRE = Uttagen i preliminär trupp.
- SKD = Skadad.
- SLUT = Avslutad aktiv karriär.

## Rekord

### Flest landskamper
Nedan följer en lista över de 10 spelare som har gjort flest antal landskamper för Albanien per den 22 november 2018. Spelares namn som är fetmarkerade spelar fortfarande i landslaget.

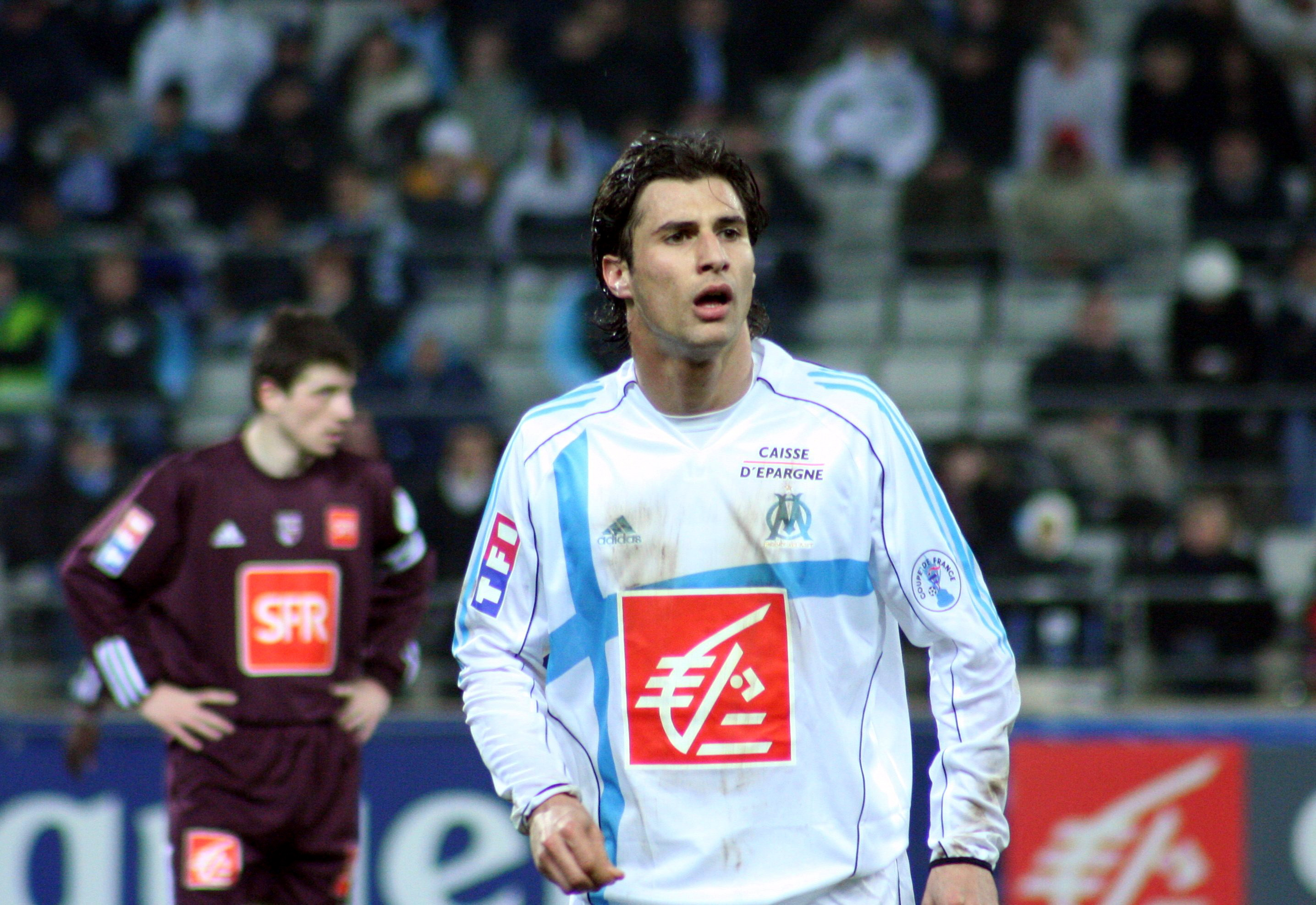
Lorik Cana, här i Olympique de Marseille har gjort flest landskamper för Albanien.

| #  | Spelare        | Period    | Matcher | Mål |
| -- | -------------- | --------- | ------- | --- |
| 1  | Lorik Cana     | 2002–2016 | 93      | 1   |
| 2  | Altin Lala     | 1998–2011 | 80      | 3   |
| 3  | Klodian Duro   | 2001–2011 | 78      | 6   |
| 4  | Ervin Skela    | 2000–2011 | 76      | 13  |
| 5  | Foto Strakosha | 1990–2004 | 74      | 0   |
| 5  | Erjon Bogdani  | 1996–2013 | 74      | 18  |
| 6  | Ansi Agolli    | 2005–     | 73      | 3   |
| 7  | Andi Lila      | 2007–     | 70      | 0   |
| 8  | Igli Tare      | 1997–2007 | 69      | 10  |
| 9  | Alban Bushi    | 1995–2007 | 68      | 14  |
| 9  | Altin Haxhi    | 1995–2009 | 68      | 3   |
| 10 | Armend Dallku  | 2005–2013 | 64      | 1   |

### Flest mål
Nedan följer en lista över de 10 spelare som gjort flest mål för Albanien per den 3 juni 2018. Fetmarkerade spelare är fortfarande aktiva i landslaget.

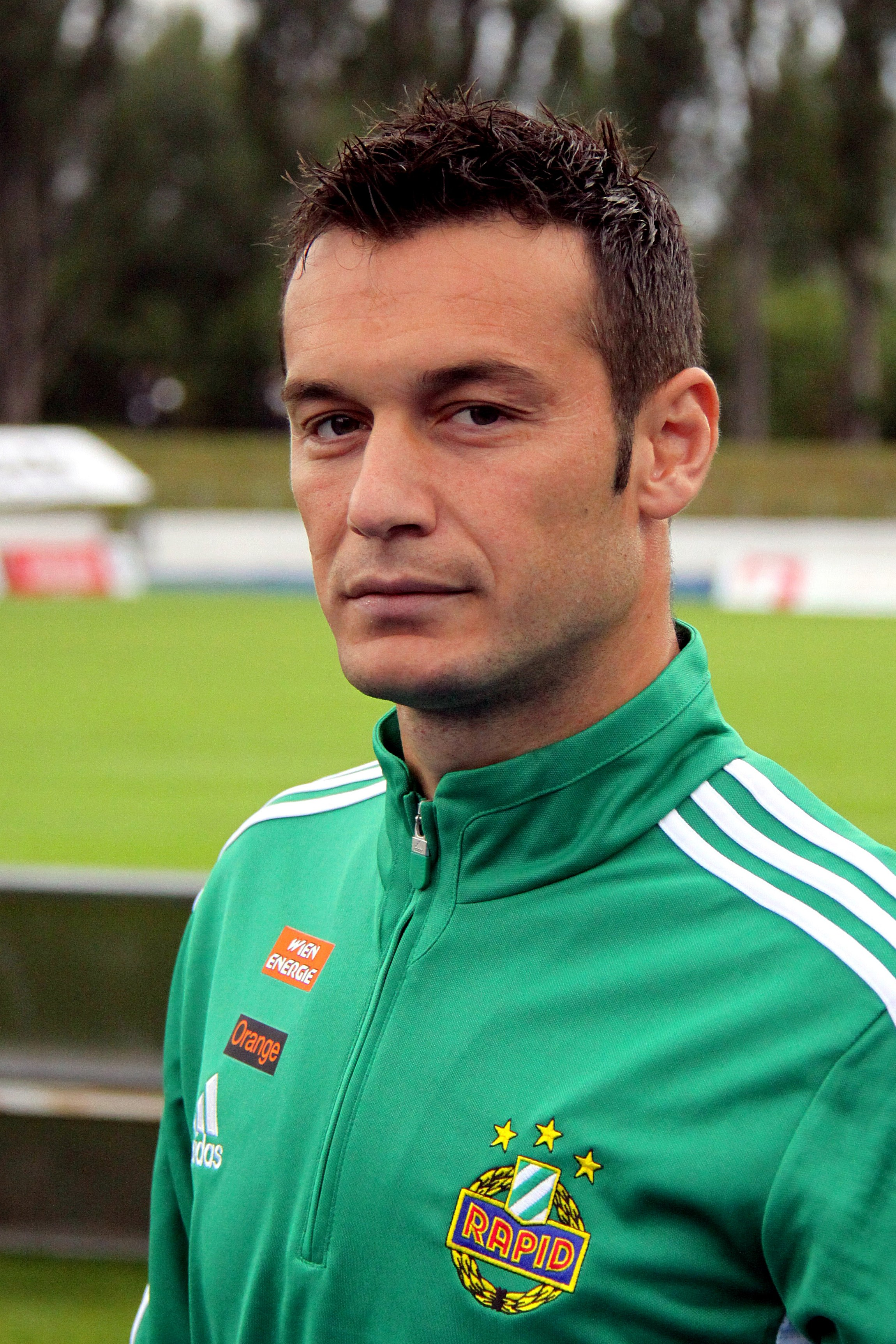
Hamdi Salihi har gjort 4:e mest mål i landslaget genom tiderna med ett målsnitt på 0,22 mål per match sedan debuten 2006.

| # | Spelare         | Period    | Mål | Matcher | Snitt |
| - | --------------- | --------- | --- | ------- | ----- |
| 1 | Erjon Bogdani   | 1996–2013 | 18  | 74      | 0,24  |
| 2 | Alban Bushi     | 1995–2007 | 14  | 68      | 0,20  |
| 3 | Ervin Skela     | 2000–2011 | 13  | 76      | 0,17  |
| 4 | Altin Rraklli   | 1992–2005 | 11  | 64      | 0,17  |
| 4 | Hamdi Salihi    | 2006–2015 | 11  | 50      | 0,22  |
| 4 | Armando Sadiku  | 2012–     | 11  | 33      |       |
| 6 | Sokol Kushta    | 1987–1996 | 10  | 31      | 0,32  |
| 6 | Igli Tare       | 1997–2007 | 10  | 68      | 0,14  |
| 8 | Adrian Aliaj    | 2002–2006 | 8   | 29      | 0,27  |
| 9 | Bledar Kola     | 1994–2002 | 6   | 41      | 0,14  |
| 9 | Klodian Duro    | 2000–2011 | 6   | 78      | 0,07  |
| 9 | Edmond Kapllani | 2004–2014 | 6   | 41      | 0,14  |
| 9 | Loro Boriçi     | 1946–1958 | 6   | 24      | 0,25  |
| 9 | Qamil Teliti    | 1946–1952 | 6   | 13      | 0,46  |

## Tränarhistoria
Detta är en kronologisk lista på de tränare som varit förbundskaptener för Albanien sedan 1946.

1. Ljubiša Broćić (1946–1947)
2. Adem Karapici (1947–1949)
3. Sllave Llambi (1949)
4. Ludovik Jakova (1949–1950)
5. Myslym Alla (1952)
6. Miklós Vadas (1953)
7. Nikolaj Ljuksjinov (1956–1957)
8. Loro Boriçi (1957–1963)
9. Zyber Konçi  (1963–65)
10. Loro Boriçi (1965–1972)
11. Myslym Alla (1972–1973)
12. Ilia Shuke (1973)
13. Loro Boriçi (1976)
14. Zyber Konçi  (1980)
15. Loro Boriçi (1981)
16. Shyqyri Rreli (1982–1985)
17. Agron Sulaj (1985–1988)
18. Shyqyri Rreli (1988–1989)
19. Bejkush Birçe (1990)
20. Agron Sulaj (1990–1991)
21. Bejkush Birçe (1991–1994)
22. Neptun Bajko (1994–1996)
23. Astrit Hafizi (1997–1999)
24. Medin Zhega (2000–2001)
25. Sulejman Demollari (2001–2002)
26. Giuseppe Dossena (2002)
27. Hans-Peter Briegel (2002–2006)
28. Otto Barić (2006–2007)
29. Arie Haan (2008–2009)
30. Josip Kuže (2009–2011)
31. Gianni De Biasi (2011–2017)
32. Christian Panucci (2017–2019)
33. Edoardo Reja (2019–2022)
34. Sylvinho (2023-)

## Arena

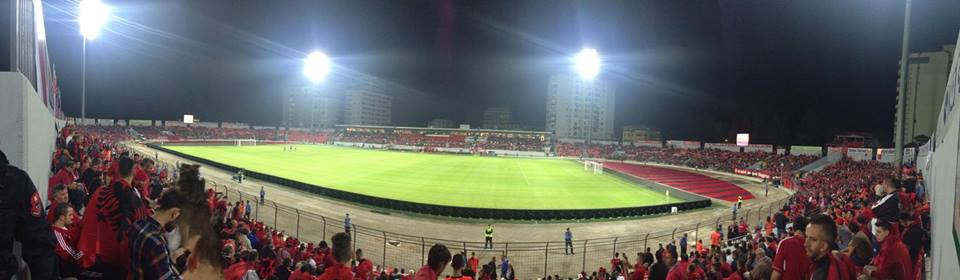
Panoramavy över Elbasan Arena under invigningsmatchen mot Danmark den 11 oktober 2014.

I november 2013 beslöt Fifa att stänga Qemal Stafa-stadion på grund av att arenan inte höll internationell standard. Faktum var att inga albanska fotbollsarenor ansågs möta Fifas internationella krav. Därför beslutade Albaniens regering att rusta upp Ruzhdi Bizhuta-stadion i Elbasan, som fick namnet Elbasan Arena inför invigningen hösten 2014. Man beslöt även att rusta upp Loro Boriçi-stadion i Shkodra som skulle stå klar inför hemmamatchen mot Serbien i oktober 2015. På grund av bland annat kraftiga oväder i Shkodra fördröjdes dock renoveringen som planeras vara klar till 2016.[uppföljning saknas] Matchen mot Serbien fick därför spelas på Elbasan Arena istället.

## Supportrar

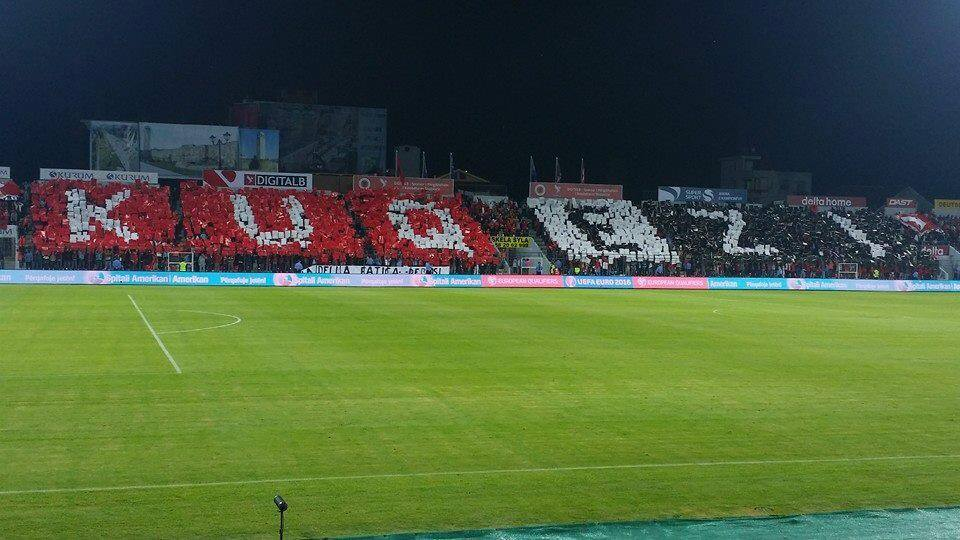
Tifozat Kuq e Zi på Elbasan Arena 2014.

Albaniens största supporterorganisation kallas Tifozat Kuq e Zi, TKZ, (svenska: röda och svarta fans) och är en ideell supporterorganisation som stödjer Albaniens herrlandslag i fotboll och landslag. Föreningen bildades den 25 december 2003. Föreningen organiserar, i samarbete med FSHF, resor för fotbollsfans till bortamatcher och utvecklar och säljer supportervaror för att finansiera sin sportrelaterade verksamhet.
Tifozat står för den politiska åsikten att albaner skall representeras av ett landslag under sloganen "Një Komb, Një Kombëtare" (ett land, ett lag). TKZ ansluts i denna ståndpunkt med ett antal supporterklubbar för olika lag runt den albanska diasporan, bland annat från Tirona Fanatics (KF Tirana) och Vllaznit Ultras (Vllaznia Shkodër). 
När Albanien 2008 under en period stängdes av från internationellt spel på grund av politisk inblandning i fotbollsförbundet reagerade TKZ starkt och har hårt drivit avgångskrav mot den sittande FSHF-presidenten Armand Duka. 
TKZ har ett flertal gånger berömts internationellt för sitt stöd under Albaniens matcher. Schweiz tidigare förbundskapten Ottmar Hitzfeld överväldigades av antalet albanska fans som anslöt till matchen mellan Schweiz och Albanien i kvalet till VM 2014. Matchen vann dock Schweiz med 2–0 efter mål av Gökhan Inler och Kosovo-födda Xherdan Shaqiri. Över 12 000 albanska fans såg matchen, fler än vad hemmalaget hade på arenan. Han berömde TKZ med att säga att "de är fantastiska och de mest passionerade fans jag sett".

## Mediebevakning
Albaniens kvalmatcher och vänskapsmatcher sänds enligt avtal på Radio Televizioni Shqiptar (RTSH) och SuperSport Albania (DigitAlb-varumärke).

## Kittillverkare
| Kittillverkare | Period    |
| -------------- | --------- |
| Adidas         | 1980-1991 |
| Uhlsport       | 1992–1995 |
| Puma           | 1996–2004 |
| Umbro          | 2004–2008 |
| Nike           | 2008–2010 |
| Legea          | 2010–2011 |
| Adidas         | 2011–2016 |
| Macron         | 2016–     |